# Stratford High Street (DLR)
Stratford High Street (en anglais : Stratford High Street DLR Station), est une station, de la branche est-nord, de la ligne de métro léger automatique Docklands Light Railway (DLR), en zone 2 & 3 Travelcard. Elle  est située sur la Bridge Road, à Stratford dans le borough londonien de Newham sur le territoire du Grand Londres.

## Situation sur le réseau

Plan de la ligne du métro léger DLR.

Située en surface, la station Stratford High Street dispose d'une plateforme de passage, de la branche est-nord de la ligne de métro léger Docklands Light Railway, elle est établie entre la station Stratford (DLR), en direction de la station terminus Stratford International (DLR), et la station Abbey Road (DLR), en direction de la station de bifurcation Canning Town (DLR),. Elle est en zone 2 et 3 Travelcard.
La plateforme dispose de deux quais latéraux, numérotés 1 et 2, encadrant les deux voies de la ligne.

## Histoire
La station est sur l'emplacement d'une gare ferroviaire, en service de 1847 à 1957, connue initialement sous le nom de Stratford Bridge et plus tard Stratford Market.
La station Stratford High Street (DLR) est mise en service le 31 août 2011 par le Docklands Light Railway, lors de 'l'ouverture du prolongement de Canning Town à Stratford International.
En 2016, la fréquentation de la station est de 1,144 millions d'utilisateurs.

## Services aux voyageurs

### Accès et accueil
La station Stratford High Street est accessible par la Stratford High Street.

### Desserte
Stratford High Street est desservie par les rames des relations Stratford International - Beckton et Stratford International - Woolwich Arsenal,.

Installations et desserte
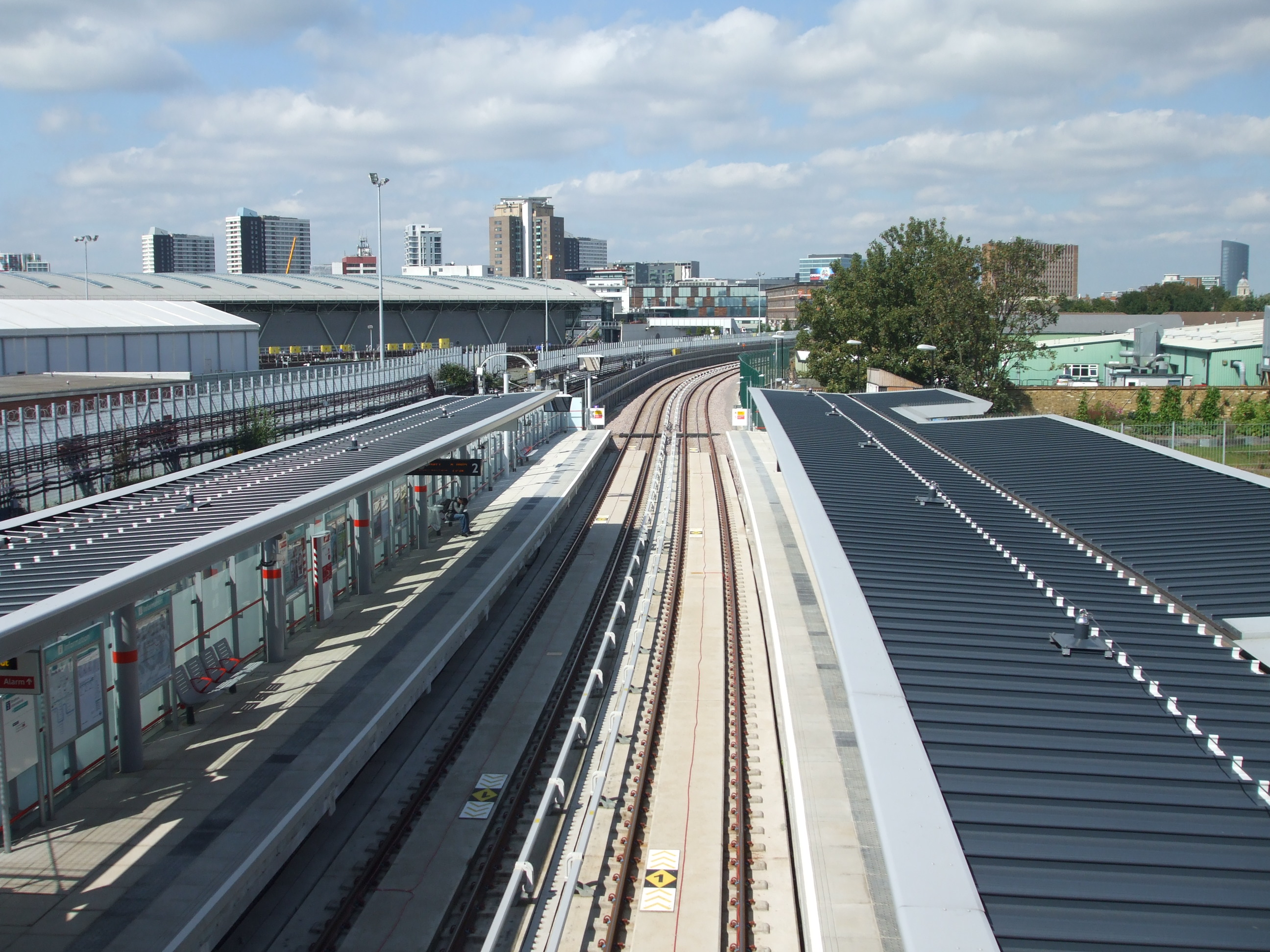
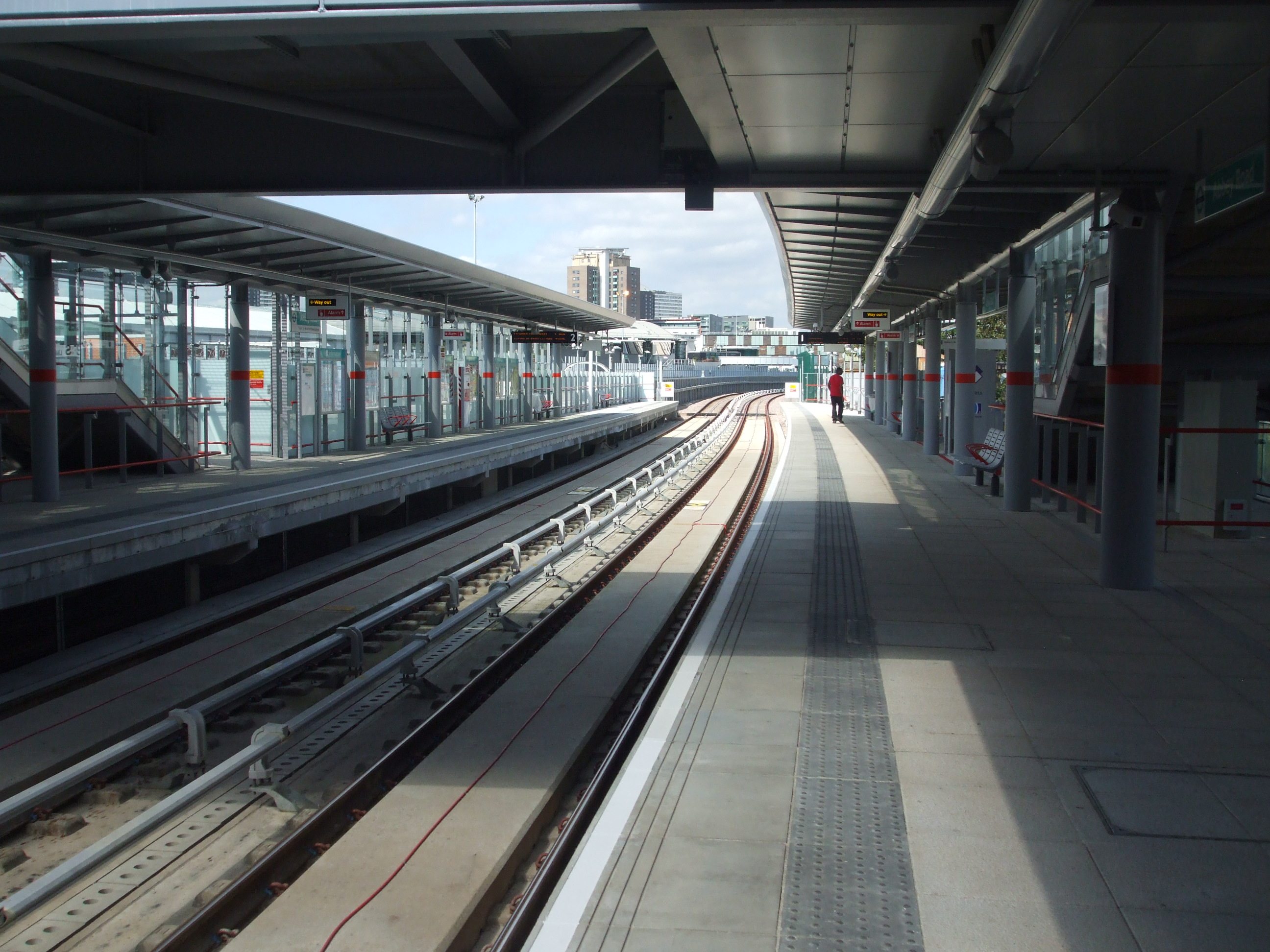
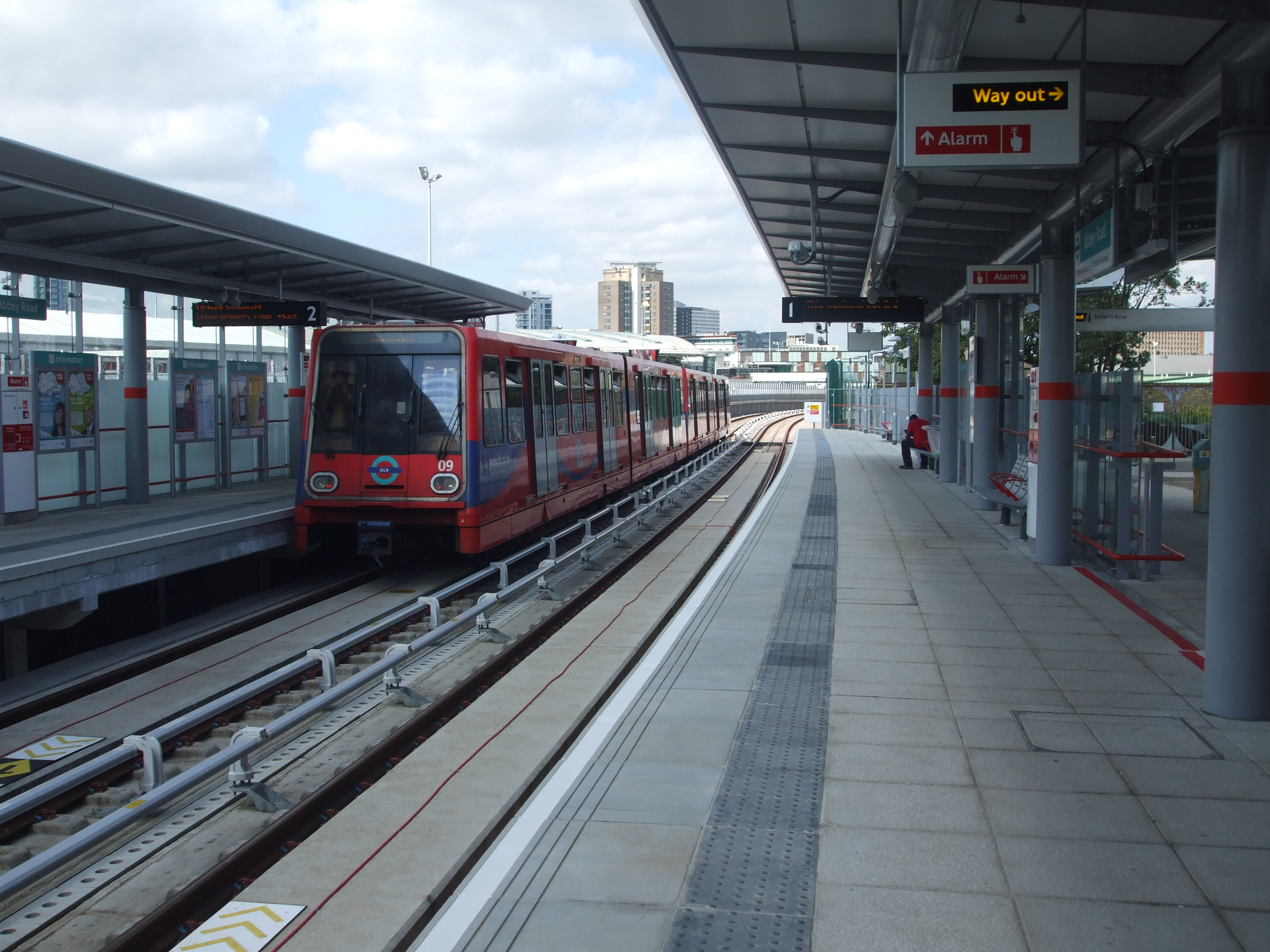

### Intermodalité
A proximité des arrêts de bus sont desservis par les lignes : 25, 276, 425, D8, N8 et N25

## À proximité
- Stratford